# Tipula carens
Tipula carens är en tvåvingeart som beskrevs av Günther Theischinger 1987. Tipula carens ingår i släktet Tipula och familjen storharkrankar. Inga underarter finns listade i Catalogue of Life.